# Monaco ai XXIII Giochi olimpici invernali
Monaco ha partecipato ai XXIII Giochi olimpici invernali, che si sono svolti dal 9 al 28 febbraio 2018 a PyeongChang in Corea del Sud, con una delegazione composta da 4 atleti. Portabandiera della squadra nel corso della cerimonia di apertura è stato il bobbista Rudy Rinaldi.

## Bob
Monaco ha qualificato nel bob un equipaggio nel bob a due maschile, per un totale di tre atleti.
| Gara               | Equipaggio              | 1ª manche | 2ª manche | 3ª manche | 4ª manche | Totale  | Posizione |
| ------------------ | ----------------------- | --------- | --------- | --------- | --------- | ------- | --------- |
| Bob a due maschile | Rudy Rinaldi Boris Vain | 49"85     | 49"69     | 49"68     | 49"80     | 3'19"02 | 19º       |